# Uniones políticas de Suecia
Suecia ha mantenido, ya sea por razones políticas o dinásticas, uniones con otros reinos y estados principescos, ostensiblemente uniones personales.

## Noruega (I) y Skåneland
En el año 1319 el pequeño Magnus Henriksson fue nombrado rey tanto de Suecia como de Noruega. En el año 1332, cuando Cristóbal II, rey de Dinamarca, falleció como "el rey sin reino" tras haber empeñado Dinamarca pieza a pieza, el rey Magnus II aprovechó la angustia de su vecino para hacerse con las provincias danesas orientales, por las que pagó una gran cantidad de plata, y tras lo cual pasó a convertirse también en rey de Skåneland. La unión de estos tres países duraría hasta 1343, año en el que Magnus II abdicó en el trono de Noruega a favor de su hijo Haakon VI, aunque el antiguo monarca seguiría ejerciendo como regente hasta que su hijo cumpliera la mayoría de edad en 1355. En 1360 el rey Valdemar IV de Dinamarca conquistó Skåneland. El reino de Suecia incluía, por aquel entonces, los territorios de Skåneland (1332–1360), Suecia y Finlandia, mientras que el reino de Noruega incluía Groenlandia, Islandia y las islas Feroe, las Shetland y las Orcadas.

## Unión de Kalmar
En 1397 los tres reinos escandinavos de Suecia, Noruega y Dinamarca se unieron bajo la Unión de Kalmar, una unión personal firmada en la ciudad sueca de Kalmar. Tras apenas unas pocas décadas las relaciones entre Suecia y Dinamarca, quien ejercía el liderazgo en la unión, se degeneraron hasta desembocar en un conflicto abierto. El periodo hasta la disolución, en 1521, estuvo marcado por una lucha constante entre ambos reinos. Suecia, en ocasiones, no tomaba en cuenta esta unión: elegía a monarcas de manera independiente y, en una ocasión, arregló junto a Noruega una unión de facto personal, a pesar del desacuerdo del rey de la Unión de Kalmar.

## Mancomunidad de Polonia-Lituania
En 1592, el rey Segismundo III sucedía a su padre, el rey Juan III de Suecia, pero tras la elección polaca de 1587 fue también nombrado rey de la Mancomunidad de Polonia-Lituania. Segismundo III, católico, no consiguió, sin embargo, el apoyo de la Suecia luterana, y fue finalmente destituido y sucedido por su tío Carlos IX en el país sueco en 1599.

## Pfalz-Zweibrücken
En 1654, Cristina de Suecia abdicó en favor de su primo Carlos X, duque de Palatinado-Zweibrücken. Suecia y Zweibrücken estuvieron unidas también bajo los reinados de Carlos XI y Carlos XII, y hasta el fallecimiento del último, en 1718, año en el cual sería sucedido por su hermana Ulrica Leonor en el trono sueco, pero no en el ducado alemán.

## Hesse-Kassel
Federico I de Suecia accedió al trono cuando su esposa, Ulrica Eleonora, abdicó en su favor en 1721. En 1730 sería también el heredero del ducado de Hesse-Kassel, lo que resultó en una unión personal que duraría hasta la muerte del monarca en 1751.

## Noruega (II)
Por el Tratado de Kiel de 1814, el rey de Dinamarca y Noruega cedió Noruega al rey de Suecia, un acontecimiento que probablemente habría resultado en una unión política completa entre Suecia y Noruega. El tratado, sin embargo, nunca entró en vigor, ya que Noruega redactó una constitución y declaró su independencia. Suecia le declaró la guerra y forzó a Noruega a aceptar una unión personal. Ambos reinos poseían, sin embargo, total autonomía interna, así como instituciones separadas, y solo tenían en común al monarca y la política exterior, dirigida por el Ministerio de Relaciones Exteriores de Suecia.

## Unión Europea
En 1995, Suecia se unió a la Unión Europea tras un referéndum. La Unión Europea está constituida actualmente por 28 estados europeos. La organización es una unión política en la que cada estado técnicamente puede dirigir su propia política exterior, aunque es posible observar una unión poco definida.

## Tabla
| Año  | Uniones | Uniones                | Duración |
| ---- | ------- | ---------------------- | -------- |
| —    | Suecia  | –                      | –        |
| 1319 | Suecia  | Noruega                | 24 años  |
| 1343 | Suecia  | –                      | 54 años  |
| 1397 | Suecia  | Dinamarca y Noruega    | 124 años |
| 1521 | Suecia  | –                      | 71 años  |
| 1592 | Suecia  | Polonia-Lituania       | 7 años   |
| 1599 | Suecia  | –                      | 55 años  |
| 1654 | Suecia  | Palatinado-Zweibrücken | 64 años  |
| 1718 | Suecia  | –                      | 12 años  |
| 1730 | Suecia  | Hesse-Kassel           | 21 años  |
| 1751 | Suecia  | –                      | 63 años  |
| 1814 | Suecia  | Noruega                | 91 años  |
| 1905 | Suecia  | –                      | 90 años  |
| 1995 | Suecia  | Unión Europea          | 21 años  |